# 伊温克莱尔
伊温克莱尔，是西班牙卡斯蒂利亚-拉曼恰托莱多省的一个市镇。总面积18平方公里，总人口2080人（2001年），人口密度116人/平方公里。